# Tête folle (film, 1960)
Pour les articles homonymes, voir Tête folle.
Tête folle est un film français de Robert Vernay, sorti en 1960.

## Synopsis
Après s'être fait opérer de l'appendicite, Annie se réveille totalement amnésique, oubliant qu'elle est marier et a des enfants. A la place, elle s'imagine toujours être fiancée à Pierre, le meilleur ami du couple.

## Fiche technique
- Titre : Tête folle
- Réalisation : Robert Vernay
- Scénario et dialogues : Solange Térac
- Musique : Daniel White
- Photographie : Jean Isnard
- Son : Norbert Gernolle
- Décors : Jean-Paul Coutan-Laboureur
- Montage : Jacques Mavel
- Producteur : Eugène Tucherer
- Sociétés de production : Paris Elysées Films - ATAC (Acteurs et Techniciens Associés du Cinéma)
- Distribution : Paris Élysée Films
- Format : Noir et blanc - Son mono
- Durée : 86 minutes
- Date de sortie :
  - France : 30 mars 1960

## Distribution
- Annie Cordy : Annie
- Jean Richard
- Roland Armontel : M. Cormont
- Micheline Luccioni : Suzanne
- Guy Tréjan : Pierre
- Paulette Arnoux : La bonne
- Christian Brocard
- Lucien Camiret
- Henri Coutet
- Robert Destain
- Charles Lemontier
- Claude Mercutio
- Max Montavon
- Bibi Morat : Le gamin
- Patricia Renaud
- Dominique Zardi